# Фотография в жанре ню

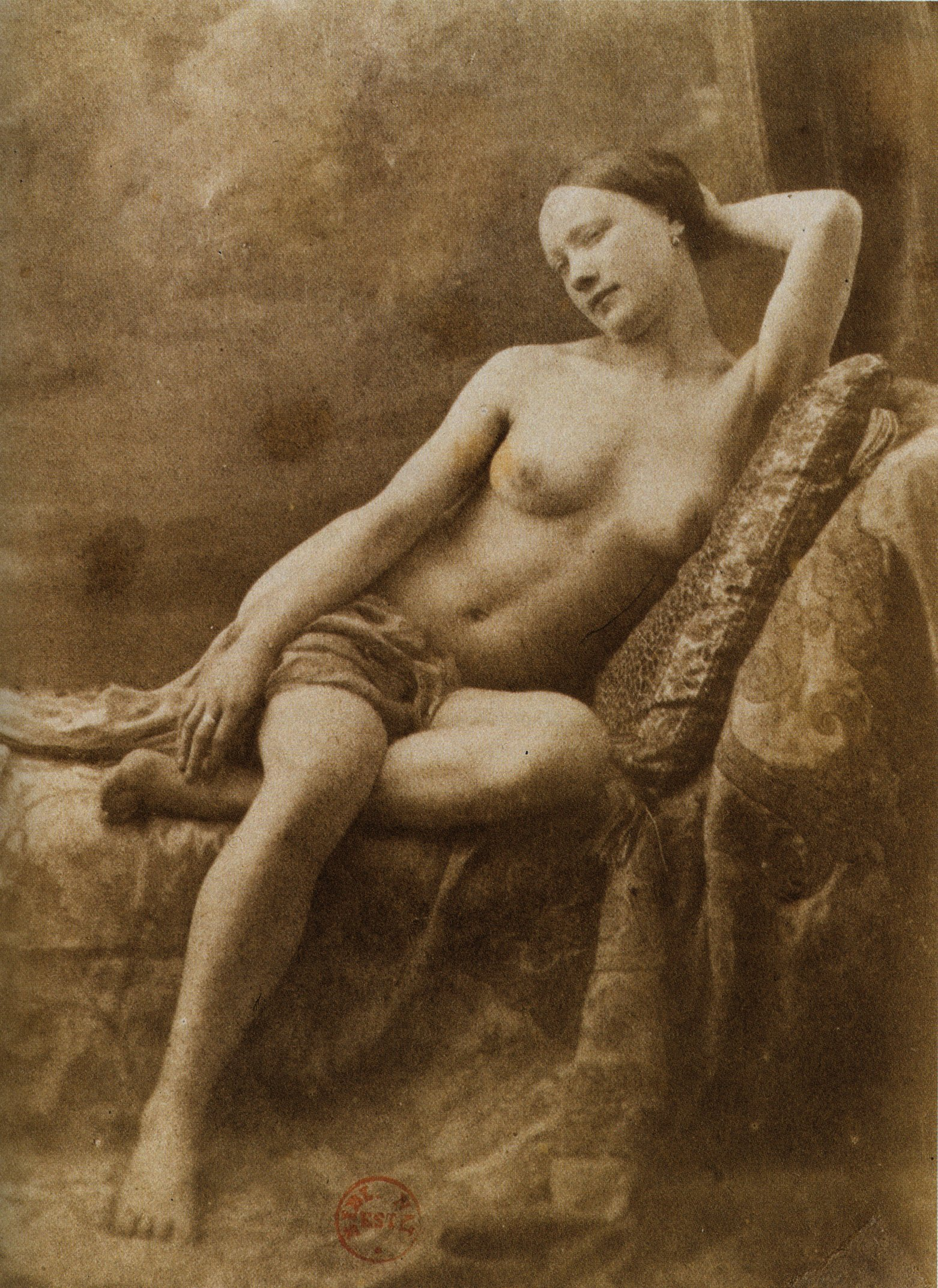
Фотография Жан Луи Мария Эжен Дюрио, часть серии, созданной с Эженом Делакруа

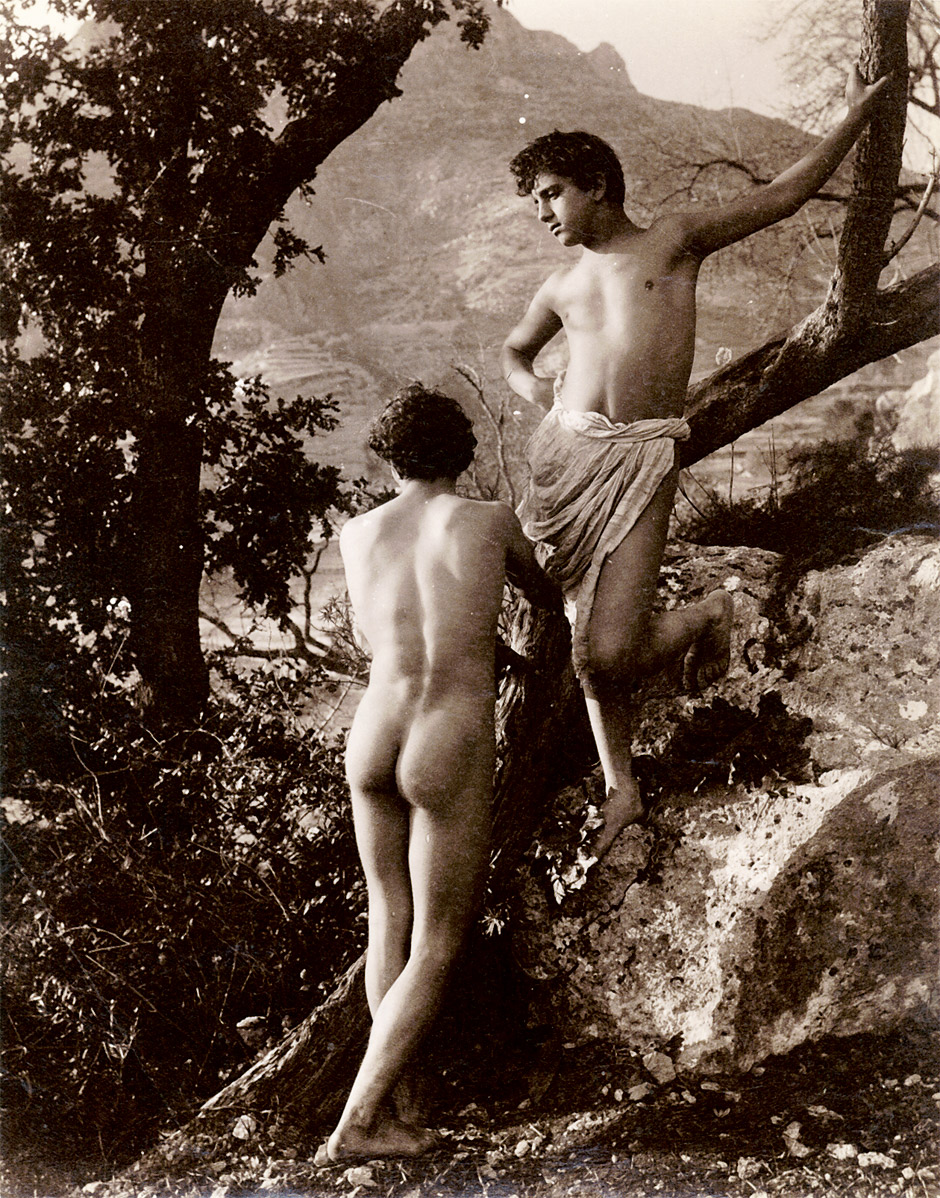
Вильгельм фон Гледен,
«Два обнажённых мужчины на природе», 1900 год

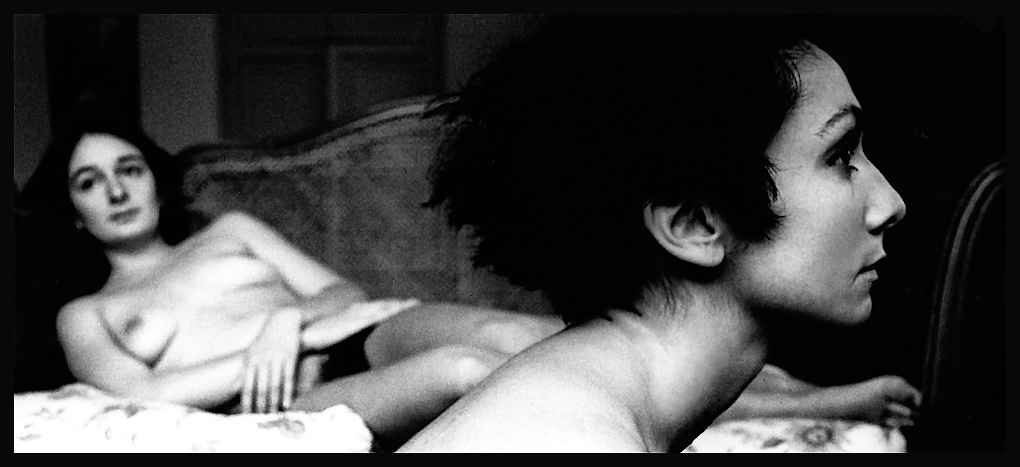
Аугусто Де Лука, Италия, «Обнаженные», 1980

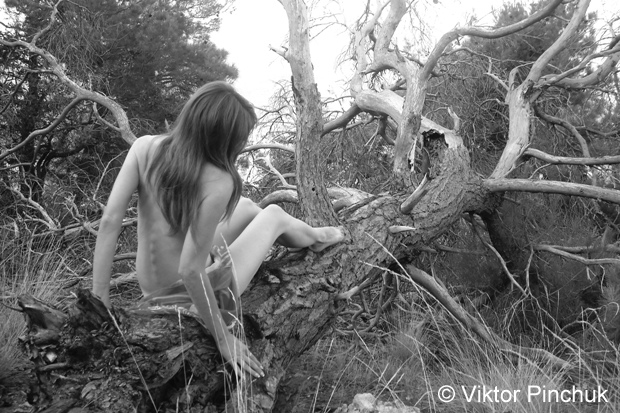
«Этюд», 2015
(из альбома «НЮансы фантазии»)

Худо́жественная фотогра́фия в жанре ню (от фр. nu — «обнажённый, без прикрас») — жанр фотоискусства и художественной фотографии, изображающий обнажённое тело человека с акцентом на форме, композиции, эмоциональной составляющей и других эстетических качествах. 

## Общая характеристика
Обнажённая натура стала объектом фотографии почти с момента её изобретения и играла важную роль в её становлении как формы искусства. Разграничение между художественной и другими жанрами фотографии не является чётким и бесспорным, но есть некоторые определяющие характеристики. В художественной фотографии эротический интерес, хотя он часто присутствует, является вторичным, что отличает её и от гламурной фотографии, которая прежде всего хочет показать объект фотографии в наиболее привлекательном виде, и от порнографической фотографии, главная цель которой сексуально возбудить зрителя. Художественные фотографии не создаются с намерением быть использованными в журналистских, научных или других практических целях. Различия между жанрами не всегда ясны, и фотографы, как и другие деятели искусства, как правило, имеют свою оригинальную точку зрения на своё творчество, которое зритель, со своей стороны, может тоже воспринимать по-своему.
Обнаженное тело спорно и неоднозначно воспринимается как объект во всех видах искусства, но это особенно так в фотографии из-за присущего ей реализма. Мужская нагота менее распространена, чем женская, и реже выставляется и публикуется.
Использование детей для съёмки в жанре ню особенно спорно.

## История

### XIX век
Впервые греческое слово «Ню» появилось в фотографии в середине 50-х годов XIX века.
На раннем этапе в западных культурах авторы, стремившиеся утвердить ню-фотографию как вид изобразительного искусства, часто выбирали женщин в качестве объектов для съёмки, придавая им позы, соответствовавшие традициям жанра в живописи и скульптуре. До появления ню-фотографии обычно использовались аллюзии на классическую античность: боги и воины, богини и нимфы. Изображение мужских и женских обнаженных тел в традиционной художественной среде было, в основном, ограничено изображением идеального воина или спортсмена (для мужчин), или тем, что подчеркивало божественность и воспроизводство (для женщин), — раннее фотографическое искусство использовало эти архетипы. Позы, освещение, мягкий фокус, виньетирование и ретушь применялись для создания фотографических изображений, которые достигли уровня, сравнимого с другими искусствами того времени. Основным ограничением было то, что ранние фотографии были монохромными. Хотя художники XIX века в других жанрах изобразительного искусства часто использовали фотографии в качестве заменителей живых моделей, лучшие из этих фотографий также были произведениями искусства сами по себе.
Ню-фотография была более противоречивой, чем нарисованные работы и, во избежание цензуры, некоторые ранние фотоработы были описаны как «исследования художников», в то время как другие использовались художниками как основа для создания рисунков и картин в качестве дополнения к образу модели.

### Современность
Поскольку художественная фотография сначала охватила, а затем перешла классические аллегорические образы и фотографы мужского и женского пола стали использовать мужскую обнаженную фигуру в качестве ещё одного средства для изучения проблем репрезентации и идентичности, сексуальности и вуайеризма, фотосъёмка обнаженных людей (в частности обнаженных мужчин) стала для женщин-художников способом поднять тему «обнаженных» с позиции власти, традиционно отводимой мужчинам-художникам; альтернативно, обнаженный автопортрет позволил мужчинам начать переоценивать принятые определения чувственности и мужественности, фотографируя себя.